# Gokkun
Gokkun (japansk:ゴックン) er en genre af Japansk pornografi i hvilken en person konsumerer sæden af flere mænd.